# حلوای بگل
حلوای بَگِل (به کردی: به‌گڵ‌) یکی از انواع شیرینی ها و تنقلات کُردی است. این حلوا از خرمای مرغوب، بگل (کشک پودرشده)، روغنِ دان (روغن حیوانی) و کنجد سفید درست می‌شود. حلوای بگل از شیرینی‌های سنتی استان ایلام است.